# Rock italien
Le rock italien désigne le rock interprété par des groupes et artistes italiens.

## Histoire
Le rock  arrive en Italie dans la seconde moitié des années 1950, avec les disques et quelques films à succès qui sèment le trouble chez les jeunes et qui déclenchent une importante fracture générationnelle.

### Années 1960—1970
Il se répand à partir des années 1960. Les premiers groupes jouent presque exclusivement des reprises. Un des pionniers est Piero Ciampi, dont le style s’inspire des chansonniers français.
L’un des plus importants représentants du rock progressif italien des années 1970 est  la formation Stormy Six fondée à Milan en 1965, constituée du chanteur Maurizio Masla, des guitaristes et choristes Franco Fabbri et Luca Piscicelli, du claviériste Fausto Martinetti, du bassiste Alberto Santagostino et du batteur Antonio Zanuso.  Adriano Celentano (1976), fondateur en 1956 avec des amis du groupe les Rocks Boys, interprète en solo notamment les chansons Svalutation et I Want to Know en 1976, issu de l'album homonyme.
Durant l’époque du rock psychédélique, on peut noter le groupe Mario Schifano. Puis après les émeutes étudiantes de 1968, de nombreux jeunes s’identifient à la contre-culture anglaise et américaine. Cependant, à cause de la faible tradition en Italie pour le rock, les étudiants étaient alors plus familiers avec les compositeurs de musique classique comme Jean-Sébastien Bach. Il en résulte un rock influencé par le classique, comparable au rock progressif. On peut citer Premiata Forneria Marconi, Celeste, Goblin, Reale Accademia di Musica, Saint Just, Jacula, Banco del Mutuo Soccorso, Le Orme, Latte e Miele et New Trolls. Certains comme Osanna, Area, Perigeo et Arti e Mestieri fusionnent le rock progressif avec le jazz.
On assiste aussi à la même époque, c’est-à-dire le début des années 1970, à la montée des chanteurs-compositeurs comme Lucio Battisti, Fabrizio De André et Francesco Guccini. À la fin de la décennie, les pionniers du punk rock italien, Skiantos, sortent Monotono qui est à l’origine de la scène punk italienne.

### Années 1980—1990
Pendant les années 1980, l’Italie voit paraître de nombreux groupes de heavy metal tels que metalcore, thrash metal, Negazione, CCCP, Affinita, Eldritch, Lacuna Coil, Rhapsody, Strana Officina, Theatres des Vampires, Franti et Raw Power, des groupes de new wave comme Diaframma et Litfiba et des groupes de rock psychédélique comme No Strange. Zucchero, Gianna Nannini et Vasco Rossi sont d’autres chanteurs et compositeurs de cette décennie. 
Citons encore des groupes comme : Afterhours, CCCP Fedeli alla linea, Diaframma, Kirlian Camera, Litfiba, Marlene Kuntz, Monumentum, Necrodeath, Negazione, Opera IX, Raw Power, Vanadium, Vasco Rossi, et White Skull. Pendant les années 1990, l'avant-garde italienne se compose de groupes comme Starfuckers, Uzeda, Afterhours, Belladonna, Three Second Kiss, Marlene Kuntz et Massimo Volume. L'Italie compte aussi une scène sudiste active illustrée par les succès de Voodoo Lake et W.I.N.D. (ces derniers ayant joué, collaboré et enregistré avec l'organiste-harmoniciste Johnny Neel, ex-Allman Brothers Band).

### Années 2000—2020
L'ère Internet permet à de nouveaux groupes de rock italiens de se faire connaitre via les réseaux sociaux.
Avec le morceau Zitti e buoni, le groupe de rock italien Måneskin remporte en 2021, le 65e concours de l'Eurovision.